# Her vil ties, her vil bies
Her vil ties, her vil bies er en dansk salme, skrevet af Brorson. Salmen hører til samlingen "Svane-Sang", som blev udgivet i 1765, året efter hans død. Den har nr. 557 i Salmebogen